# Övre Norrlands trupper
Övre Norrlands trupper var en arméfördelning inom svenska armén som verkade åren 1928–1942. Förbandsledningen var förlagd i Bodens garnison i Boden.

## Historik
Genom försvarsbeslutet 1925 blev samtliga truppförband inom armén från den 1 januari 1928 garnisonerade, det vill säga med allt befäl i ständig tjänstgöring. Trupperna sammanfördes i fyra arméfördelningar samt Övre Norrlands trupper och Gotlands trupper, vilka samtliga var indelade i ett geografiskt område. 
Övre Norrlands trupper övertog området från VI. arméfördelningen som omfattade Norrbottens och Västerbottens län. År 1937 övertogs Övre Norrlands trupper uppgifterna från Övre Norrlands militärområde. Genom försvarsbeslutet 1942 infördes en ny ledningsorganisation, där Övre Norrlands trupper delades på två delades 1942 i två delar och bildade XV. arméfördelningen och VI. militärområdet.

## Verksamhet
En arméfördelning bestod i regel av fyra infanteriregementen, ett kavalleriregemente, ett artilleriregemente. och en trängkår, samt i vissa fall truppförband ur artilleriet, ingenjör- och intendenturtrupperna. Inom respektive arméfördelning fanns ett militärområde, vilket leddes av en militärområdesbefälhavare. Militärområdesbefälhavaren var territoriell chef, men underställd chefen för arméfördelningen. Förbanden i Boden samt Västerbottens regemente låg under militärbefälhavaren för Norrlands trupper, från 1937 chefen för Övre Norrlands trupper.

## Ingående enheter
| Åren 1928–1936 - Norrbottens regemente (I 19) - Västerbottens regemente (I 20) - Norrlands dragonregementes skvadron i Boden (K 4 B) - Norrbottens artillerikår (A 5) - Bodens artilleriregemente (A 8) - Bodens ingenjörkår (Ing 4) - Tredje intendenturkompaniet (Int 3) | Åren 1937–1942 - Norrbottens regemente (I 19) - Västerbottens regemente (I 20) - Norrlands dragonregemente (K 4) - Norrbottens artillerikår (A 5) - Bodens artilleriregemente (A 8) - Bodens ingenjörkår (Ing 3) - Bodens signalkompani (S 1 B) - Tredje intendenturkompaniet (Int 3) |

## Förläggningar och övningsplatser
Staben samt förbandsledningen för Övre Norrlands trupper var förlagd till Norrbottensvägen 4-6 i den så kallade Kommendantbyggnaden,, en byggnad som sedan 1910 hade inhyst högre regionala staber.

## Förbandschefer

### Militärbefälhavare
Militärbefälhavaren hade tjänstegraden generalmajor.

- 1928–1930: Gösta Lilliehöök
- 1930–1933: Oscar Nygren
- 1933–1937: Pontus Reuterswärd
- 1937–1942: Archibald Douglas

### Kommendant i Boden
Kommendanten hade tjänstegraden överste.

- 1928–1930: Oscar Nygren
- 1930–1933: Pontus Reuterswärd
- 1933–1937: Axel Lagerfelt
- 1937–1940: Folke Högberg
- 1940–1942: Helmer Bratt

## Namn, beteckning och förläggningsort
| Övre Norrlands trupper                                  | 1928-01-01 | – | 1936-12-31 |
| Övre Norrlands trupper med Övre Norrlands militärområde | 1937-01-01 | – | 1942-09-30 |

| Bodens garnison (F) | 1928-01-01 | – | 1942-09-30 |